# Azaera
Azaera é um gênero de mariposa pertencente à família Crambidae.